# Арапахо (Оклахома)
Арапахо (англ. Arapaho) — город в США, административный центр округа Кастер, штат Оклахома. Население — 668 человек (2020).

## География
Арапаго расположен по координатам 35°34′40″ с. ш. 98°57′34″ з. д. (35.577863, -98.959357). Согласно Бюро переписи населения США, город имеет площадь 1,81 км².

## Демография
| Год переписи                          | Нас. |  | %±     |
| ------------------------------------- | ---- |  | ------ |
| 1900                                  | 253  |  | —      |
| 1910                                  | 713  |  | 181,8% |
| 1920                                  | 326  |  | −54,3% |
| 1930                                  | 414  |  | 27%    |
| 1940                                  | 401  |  | −3,1%  |
| 1950                                  | 311  |  | −22,4% |
| 1960                                  | 351  |  | 12,9%  |
| 1970                                  | 531  |  | 51,3%  |
| 1980                                  | 851  |  | 60,3%  |
| 1990                                  | 802  |  | −5,8%  |
| 2000                                  | 748  |  | −6,7%  |
| 2010                                  | 796  |  | 6,4%   |
| 2020                                  | 668  |  | −16,1% |
| 1900–2020 Десятилетняя перепись в США |      |  |        |

Согласно переписи 2010 года, в городе проживало 796 человек в 262 домохозяйствах в составе 187 семей. Плотность населения составила 440 человек/км². Было 289 квартир (160/км²).
Расовый состав населения:
| - 81,7% — белых - 9,0% — коренных американцев - 2,3% — черных или афроамериканцев - 0,4% — азиатов - 2,6% — лиц других рас |

К двум или более расам принадлежало 4,0%. Доля испаноязычных составила 9,8% всего населения.
По возрастному диапазону население распределялось следующим образом: 23,1% — лица младше 18 лет, 64,6% — лица в возрасте 18-64 лет, 12,3% — лица в возрасте 65 лет и старше. Медиана возраста жителя составила 35,5 лет. На 100 человек женского пола в городе приходилось 119,9 мужчины; на 100 женщин в возрасте от 18 лет и старше — 123,4 мужчин также старше 18 лет.
Средний доход на одно домашнее хозяйство составил 66 802 доллара США (медиана — 48 889), а средний доход на одну семью — 66 016 долларов (медиана — 49 167). За чертой бедности находилось 16,4% человек, в том числе 15,9% детей в возрасте до 18 лет и 9,5% лиц в возрасте 65 лет и старше.
Гражданское трудоустроенное население составляло 211 человек. Основные отрасли занятости: сельское хозяйство, лесничество, рыбалка — 26,1%, розничная торговля — 21,3%, строительство — 11,4%, искусство, развлечения и отдых — 8,1%.